# Auguste Warnier
Pour les articles homonymes, voir Warnier.
Auguste Hubert Warnier, né le 8 janvier 1810 à Rocroi et mort le 15 mars 1875  à Versailles, est un médecin et homme politique français.
Saint-simonien, il a été préfet puis député d'Alger.

## Biographie
Auguste Warnier est le fils d’un officier ardennais, Jean-Louis Warnier, fait prisonnier aux Îles Ioniennes par les Ottomans en novembre 1798, vendu comme esclave au grand marché de Constantinople, emmené en Arabie où il accompagne des caravanes entre cette région et l'Inde, puis libéré en septembre 1801,. Cet officier réintègre l'armée française puis est pensionné en 1807, après plusieurs blessures. Il reprend du service de 1811 à 1814, et meurt de nouvelles blessures  durant la Campagne de France. Auguste Warnier apprend la médecine à Paris puis à l’hôpital militaire de Lille. Chirurgien sous-aide à Douai, il est envoyé à Oran en 1834 pour y combattre le choléra. Il se familiarise avec la langue et les mœurs arabes. Cette expérience décide le gouverneur à le nommer commissaire adjoint au consulat de France, près d’Abd el-Kader, en application du traité de  Tafna, de 1837 à 1839. Il y assiste le capitaine Daumas.
Dans sa brochure De la Province d’Oran sous la domination de l’émir Abd el-Kader, Warnier donne un premier aperçu de son savoir. Aussitôt après, il est attaché à la Commission d’Exploration de l’Algérie, dans la section des sciences historiques et géographiques, plus spécialement chargé de l’étude du Constantinois. Il y fréquente Enfantin et les saint-simoniens Ernest Carette et Ismaël Urbain. C'est sans doute dans ce cadre qu'il adhère au  saint-simonisme. À la prise de la Smala par le duc d'Aumale, en 1843, Warnier est désigné pour interroger les prisonniers. C’est dans ces circonstances qu’il s’intéresse aux confréries musulmanes et au rôle qu’elles joueraient dans l’opposition à la France. Pour certains critiques, il s'agit d'un mythe, durable. Chargé l’année suivante de négocier un traité de paix avec le sultan du Maroc battu à Isly, Warnier est de plus en plus considéré comme « le dictionnaire vivant de l’Algérie, ».
La République le nomme directeur des affaires civiles de la province d’Oran, puis il entre au conseil de gouvernement. Après une contribution à l’éphémère journal Algérie du Père Enfantin (1844-1846), Auguste Warnier met sa plume au service de L’Atlas. Le journal est supprimé après de coup d’Etat du 2 décembre 1851. Warnier se retire dans sa propriété de Kandouri, un établissement agricole d’un millier d’hectares qu’il a fondé aux abords de l’ancien lac Alloula, dans la province d’Alger. Dès cette époque, il s’intéresse à la question du chemin de fer algérien et se consacre à la rédaction des Touaregs du Nord, d’après les notes que lui a confiées le jeune Henri Duveyrier de retour d’exploration. Il est difficile, aujourd'hui encore, de discerner ce qui vient de Duveyrier et ce qui vient de Warnier dans cet ouvrage.
De 1863 à 1866, il se fait, avec Jules Duval, le porte-parole officieux des colons pour la défense de leurs intérêts, en opposition au projet de Royaume arabe de Napoléon III. « Depuis quelques années, s’interroge-t-il en 1863, on ne parle que des droits sacrés des indigènes ; ne serait-il pas opportun d’invoquer ceux non moins sacrés des colons ? » La chute du second Empire le comble d'aise et le gouvernement de Défense Nationale le nomme préfet d’Alger le 5 septembre 1870, mais il démissionne le 8 octobre pour se présenter aux élections législatives de 1871. Malgré un premier échec en février 1871, il est élu député d’Alger le 11 juillet 1871, en remplacement de Garibaldi, et siège dans les rangs de la Gauche Républicaine.
Membre de la Commission du séquestre, président de la Commission des indemnités aux victimes de l’insurrection kabyle de 1871, membre de la Commission de la propriété immobilière en Algérie, Warnier, qui écrit dans L'Économiste français de Jules Duval et dans L'Opinion nationale, se répand dans de nombreuses brochures ainsi qu’à la société de climatologie algérienne. Il a laissé son empreinte dans la loi du 26 juillet 1873 « relative à l'établissement et à la conservation de la propriété en Algérie » qui porte son nom. L'objectif de cette loi était d'établir les droits de propriété sur les terres algériennes et de mettre fin au collectivisme agraire indigène.

« Cette loi, connue sous le nom de Loi Warnier, cherche à atteindre la francisation de la terre musulmane et la délivrance conditionnelle aux indigènes après enquête de titres de propriété. On constate la propriété individuelle là où elle existe ; on la constitue dans les territoires de propriété collective par des procédures d'enquête générale s'appliquant à tout un douar ou à toute une tribu »

— Augustin Bernard. Histoire des colonies françaises et de l'expansion de la France dans le monde, tome II : l'Algérie. 1930.
Warnier a influencé durablement toute une génération de savants et de colons s'intéressant à l'Algérie et de colons  ou militaires actifs sur ce territoire colonial,.

## Publications
- Du traitement des plaies d'armes à feu chez les arabes bédouins de l'Algérie, thèse de médecine, Montpellier, 1839.
- Description et division de l'Algérie, avec Ernest Carette, Paris & Alger, Hachette, 1847, 45 p. (lire en ligne sur Gallica).
- L'Algérie et la lettre de l'empereur, Paris, Firmin Didot frères, 1863 (lire en ligne sur Gallica).
- L'Algérie devant le Sénat, Paris, Dubuisson, 1863 (lire en ligne sur Gallica).
- L'Algérie devant l'opinion publique, pour faire suite à l'Algérie devant le Sénat - Indigènes et immigrants, examen rétrospectif, Alger, Molot, 1864 (lire en ligne sur Gallica).
- L'Algérie devant l'Empereur : pour faire suite à "L'Algérie devant le Sénat" et à "L'Algérie devant l'opinion publique"', Paris, Challamel aîné, 1865 (lire en ligne sur Gallica).
- avec Jules Duval, Bureaux arabes et colons, réponse au "Constitutionnel" pour faire suite aux "Lettres à M. Rouher", Paris, Challamel aîné, 1869 (lire en ligne sur Gallica).
- L'Algérie et les victimes de la guerre, Alger, Duclaux, 1871 (lire en ligne).
- Campagne du Maroc, 1844: journal d'Auguste-Hubert Warnier, Henry-René d'Allemagne, Blanche Gaillet red.,éd.H R D'Allemagne, 1944.

### Cartes
- Province d'Oran : carte du territoire de colonisation […] avec indication de la nature des terrains, (Lithographe : Lemercier, Cartographe : L. Bouffard), Paris : Louis Hachette & Cie, 1 carte 1:200000 ; 47,5 x 64,5 cm, sur feuille 53 x 70 cm.
- Carte de l'Algérie divisée par tribus, avec Ernest Carette, 1846, 1 carte 1:1000000 en 2 feuilles avec limites en couleur assemblées : 1120 x 750 mm avec charnières .

## Dans la fiction
Le personnage d'Odilon Hubert dans le roman (2000), puis le téléfilm (2001), L'Algérie des chimères est très largement inspiré de la vie d'Auguste Hubert Warnier.